# Singa myrrhea
Singa myrrhea är en spindelart som först beskrevs av Simon 1895.  Singa myrrhea ingår i släktet Singa och familjen hjulspindlar. Inga underarter finns listade i Catalogue of Life.